# Жак Али Харви
Жак Али Харви (рођен као Џејкс Монтгомери Харви, Парохија Хановер, Јамајка 4. мај 1989) је јамајкански атлетичар, специјалиста за спринтерске трке на 100 и 200 м. У 2014. узима турско држављанство са правом наступа за Турску 25. јула 2015.

## Спортски резултати
Као репрезентативац Јамајке допринео је освајању сребрне медаље штафете 4 х 100 метара на Првенству Средње Америке и Кариба 2010. са 38,96.
На првенству Турске у Анкари (2014) за свој клуб поставља нови национални рекорд штафете 4 к 100 м са 39,62 сек. Рекорд поправљају 23. маја 2015 на 39,59 сек, 23. маја 1916. 34,27 сек. а 4. јуна 2016. у Шаморин (Словачка) актуелни рекорд 38,69 сек. Штафета је трчала у саставу Емре Зафер Барнес, Јак Али Харви, Изет Сафер, Рамил Гулијев.
Његови најбољи резултати су:
- Трка на 100 метара, 10,04 сек. у Анкари 24. августа 2013. Јула 2015. у Белинцони поставља нови рекорд Турске са 10,03. Актуелни рекорд Турске 9,92 истрчао је 12. јуна 2016.
- Трка на 100 метара, 20,38, Анкара 5. септембар 2015.

У 2016. такмичећи се на митингу Дијамантске лиге у Стокхолму победио је у трци на 100 метара.

## Значајнији резултати
| Датум               | Такмичење           | Место                        | Пласман             | Дисциплина          | Резултат            |
| Представљао Јамајку | Представљао Јамајку | Представљао Јамајку          | Представљао Јамајку | Представљао Јамајку | Представљао Јамајку |
| ------------------- | ------------------- | ---------------------------- | ------------------- | ------------------- | ------------------- |
| 2011                | Универзијада        | Шенџен, Кина                 |                     | 100 м               | 10,14               |
| 2011                | Универзијада        | Шенџен, Кина                 | –                   | 4 × 100 м           | Диск                |
| Представља Турску   |                     |                              |                     |                     |                     |
| 2015                | Светско првенство   | Пекинг, Кина                 | 15.                 | 100 м               | 10,08               |
| 2016                | Европско првенство  | Амстердам, Холандија         |                     | 100 м               | 10,07               |
| 2016                | Европско првенство  | Амстердам, Холандија         | 14.                 | 4 × 100 м           | 39,58               |
| 2016                | Олимпијске игре     | Рио де Жанеиро, Бразил       | 10.                 | 100 м               | 10,03               |
| 2016                | Олимпијске игре     | Рио де Жанеиро, Бразил       | 40.                 | 200 м               | 20,58               |
| 2016                | Олимпијске игре     | Рио де Жанеиро, Бразил       | 10.                 | 4 × 100 м           | 38,30               |
| 2017                | Светско првенство   | Лондон, Уједињено Краљевство | 12.                 | 100 м               | 10,16               |
| 2017                | Светско првенство   | Лондон, Уједињено Краљевство | 7.                  | 4 × 100 м           | 38,73               |
| 2018                | Медитеранске игре   | Тарагона, Шпанија            |                     | 100 м               | 10,10               |
| 2018                | Медитеранске игре   | Тарагона, Шпанија            |                     | 4 × 100 м           | 38,50               |
| 2018                | Европско првенство  | Берлин, Немачка              |                     | 100 м               | 10.01               |
| 2018                | Европско првенство  | Берлин, Немачка              |                     | 4 × 100 м           | 37,98               |